# Vis a Vis: El Oasis
Vis a vis: El oasis (també coneguda com El oasis) és una sèrie de televisió espanyola de gènere dramàtic i suspens, produïda per Globomedia i FOX Networks Group España. Aquesta sèrie derivada de Vis a vis, protagonitzada per Maggie Civantos i Najwa Nimri, es va estrenar a la cadena FOX España el 20 d'abril de 2020.

## Argument
Després d'uns anys dedicant-se a atracar joieries, bancs i casinos, arriba el moment que Macarena (Maggie Civantos) i Zulema (Najwa Nimri) se separin. Per a això, decideixen preparar un últim atracament que tindrà com a objectiu robar-li una tiara de diamants a la filla d'un important narco mexicà durant les noces de la jove. Les dues fugitives comptaran amb l'ajut de Goya (Itziar Castro), Mònica (Lisi Linder), Triana (Claudia Riera) i "La Flaca" (Isabel Naveira) per fer aquesta feina i fer-se amb el botí. El robatori haurà de ser ràpid, sense víctimes ni complicacions. Unes hores més tard s'han de trobar a l'Hotel Oasis, al desert d'Almeria, per repartir-se el botí, encara que el pla establert no resulta com ho tenien previst i la situació es complica.

## Repartiment

### Repartiment principal
- Maggie Civantos – Macarena «Maca» Ferreiro Molina
- Najwa Nimri – Zulema Zahir
- Itziar Castro – Goya Fernández
- David Ostrosky – Víctor Ramala
- Lucas Ferraro – Cepo Sandoval Castro
- Ana María Picchio – Ama Castro

### Repartiment recurrent
- Isabel Naveira – «La Flaca»
- Lisi Linder – Mónica Ramala
- Claudia Riera – Triana Azcoitia
- Alma Itzel – Kati Ramala
- Fernando Sansegundo – l'agent Mati
- Iván Morales – l'agent Colsa
- José de la Torre – l'agent Pérez (Episodi 1 - Episodi 2)
- Almagro San Miguel – Diego «Dieguito» Ramala
- Lolo Diego – Apolo
- Pablo Vázquez – Julián
- Natalia Hernández – Elena
- Paula Gallego – Vivi

## Episodis
| Temporada | Temporada | Episodis | Emissió original   | Emissió original  | Audiència mitja | Audiència mitja | Audiència mitja |
| Temporada | Temporada | Episodis | Primera emissió    | Darrera emissió   | Espectadors     | Quota           |                 |
| --------- | --------- | -------- | ------------------ | ----------------- | --------------- | --------------- | --------------- |
|           | 1         | 8        | 20 d'abril de 2020 | 8 de juny de 2020 |                 |                 |                 |

| N.º | Títol original                                                            | Dirigit per        | Data d'emissió     | Audiència (milions) |
| --- | ------------------------------------------------------------------------- | ------------------ | ------------------ | ------------------- |
| 1   | «Com aquests matrimonis que abans de separar-se decideixen tenir un fill» | Miguel Ángel Vivas | 20 d'abril de 2020 | 169.000 (0,9%)      |
| 2   | «Les noces»                                                               | Miguel Ángel Vivas | 27 d'abril de 2020 | 86.000 (0,4%)       |
| 3   | «Com et vol una mare»                                                     | Sandra Gallego     | 4 de maig de 2020  | 88.000 (0,5%)       |
| 4   | «Iguals o res»                                                            | Sandra Gallego     | 11 de maig de 2020 | —                   |
| 5   | «La vida dels mosquits»                                                   | Miguel Ángel Vivas | 18 de maig de 2020 | —                   |
| 6   | «Odi al sentimentalisme»                                                  | Miguel Ángel Vivas | 25 de maig de 2020 | —                   |
| 7   | «La línia vermella»                                                       | Sandra Gallego     | 1 de juny de 2020  | —                   |
| 8   | «Qui era Zulema Zahir?»                                                   | Sandra Gallego     | 8 de juny de 2020  | —                   |

## Producció

### Petició de l'spin-offi confirmació
El dia 23 de gener de 2019, la cadena FOX Espanya va confirmar que Vis a vis  acabaria definitivament en la seva quarta temporada, tancant totes les trames de la sèrie. Després de l'emissió de l'últim episodi de la sèrie el 4 de febrer del mateix any, en el qual els personatges Macarena i Zulema van acabar fora de presó atracant una joieria de luxe, els seguidors de la sèrie van començar a demanar un spin off de la sèrie que continués comptant les aventures de les protagonistes. Així, van fer trending topic nombroses vegades la seva petició a través de la xarxa social Twitter i van organitzar diversos esdeveniments i recollides de signatures.
La cadena FOX Espanya i les productores Globomedia i FOX Networks Group Espanya van mantenir diverses reunions en les quals van plantejar la possibilitat de crear l'aclamada sèrie derivada. A l'acordar que per la seva banda hi havia disposició en crear el  spin off, van preguntar a les actrius Maggie Civantos i Najwa Nimri si estaven disposades a participar en el projecte interpretant als seus respectius personatges. En una entrevista a un portal d'Internet, el creador i guionista Iván Escobar va declarar que la sèrie derivada depenia del que decidissin les actrius.
| «                            | «L'spin-off de 'Vis a vis' depèn sempre de Maggie Civantos i Najwa Nimri. Egoistament sempre m'ha cridat l'atenció veure què seria dels seus personatges fora de la presó ». | » |
| — Iván Escobar a Fórmula TV. | |   |

Uns mesos després, concretament el 23 de maig de 2019, FOX Espanya i Globomedia van confirmar oficialment la producció de la sèrie derivada, que tindria com a títol  El Oasis. Així mateix, es va donar a conèixer la presència a la sèrie de les actrius Maggie Civantos i Najwa Nimri i es va avançar que diversos rostres de la sèrie original també es deixarien veure al llarg dels vuit capítols que compondrien l'única temporada.

### Guió
Els encarregats d'escriure els guions dels vuit episodis van ser Iván Escobar (creador de Vis a vis), J.M. Ruiz Còrdova (guionista de la tercera i quarta temporada) i Lucía Carballal (guionista de la quarta temporada). Després d'estar treballant sobre la trama i els guions de la sèrie durant aproximadament un any, a mitjans d'agost van enviar als actors els guions dels episodis, encara que les versions definitives dels mateixos es van lliurar a setembre. A diferència de les anteriors temporades, aquest cop s'havien escrit els guions de tots els episodis abans de començar el rodatge.
La trama principal de la sèrie es va desvetllar a la nota de premsa que es va publicar el 21 d 'octubre. El 30 d 'octubre, en la presentació del rodatge davant els mitjans de comunicació, Iván Escobar va avançar més detalls sobre la sèrie afirmant que els espectadors veurien en els capítols com va ser el primer dia de Macarena i Zulema fora de la presó, el seu primer atracament i el seu retrobament.

### Càsting
A finals de juliol de 2019 els mitjans de comunicació van avançar el fitxatge dels actors argentins Ana María Picchio i Lucas Ferraro per a la sèrie. La notícia va ser oficialitzada per FOX Espanya el 21 d'octubre, mitjançant la nota de premsa en la qual s'anunciava el començament del rodatge. A més, en aquest comunicat es van confirmar els noms dels actors que completaven el repartiment, entre els quals es trobaven Itziar Castro, Lisi Linder, Claudia Riera i Isabel Naveira, entre d'altres. El 28 gener de 2020, en l'última setmana de rodatge, es va confirmar la col·laboració especial d'Alba Flores en la sèrie, interpretant al seu personatge de Saray Vargas, acomiadant-se definitivament de la franquícia.

### Rodatge
El rodatge de la sèrie va començar oficialment el 21 d'octubre de 2019 a Madrid, tot i que la setmana anterior, concretament el dia 17, ja es van prendre els primers plans del rodatge. Després de gravar durant un mes escenes com el del gran atracament, el novembre es van traslladar a Almeria per gravar nous plans. El rodatge dels exteriors de l'Hotel Oasis  es va produir a Agua Amarga, i també es va rodar al Desert de Tavernes. Després d'estar tres setmanes a Almeria, al desembre van tornar a Madrid per seguir rodant escenes de plató en els estudis d'"Adisar Media" així com també altres exteriors; i el rodatge de la sèrie va concloure la nit del 31 de gener.